# Argyractis albipunctalis
Argyractis albipunctalis là một loài bướm đêm trong họ Crambidae.